# Chlidichthys abruptus
Chlidichthys abruptus, thường được gọi là cá đạm bì St Brandon, là một loài cá biển thuộc chi Chlidichthys trong họ Cá đạm bì. Loài này được mô tả lần đầu tiên vào năm 1977.
Từ abruptus trong tên của loài này ám chỉ cái mõm cam của nó.

## Phân bố và môi trường sống
C. abruptus phân bố ở phía tây Ấn Độ Dương, và chỉ được tìm thấy duy nhất tại quần đảo Saint Brandon (phía đông bắc của Mauritius). C. abruptus thường sống xung quanh các rạn san hô ở độ sâu khoảng 21 m trở lại.

## Mô tả
C. abruptus trưởng thành dài khoảng 4 – 5 cm. Thân và đầu của C. abruptus có màu nâu lục, nhạt hơn ở phần bụng. Mõm và phần trước mắt có màu cam sáng. Vòng mắt và mống mắt có màu cam. Vây lưng có màu nâu lục ở gốc, xa gốc vây có màu hồng nhạt. Vây hậu môn màu ô liu, sẫm hơn ở gốc. Các vây còn lại trong suốt.
Số ngạnh ở vây lưng: 1; Số vây tia mềm ở vây lưng: 21 - 22; Số ngạnh ở vây hậu môn: 2 - 3; Số vây tia mềm ở vây hậu môn: 12 - 13; Số vây tia mềm ở vây bụng: 17 - 19; Số ngạnh ở vây bụng: 1; Số vây tia mềm ở vây bụng: 4.
Thức ăn của C. abruptus có lẽ là rong tảo và các sinh vật phù du nhỏ. C. abruptus ưa sống trong các rạn san hô có lông nhung.